# Rainer Barzel
Rainer Candidus Barzel (ur. 20 czerwca 1924 w Braniewie, zm. 26 sierpnia 2006 w Monachium) – niemiecki polityk i prawnik, działacz Unii Chrześcijańsko-Demokratycznej i jej przewodniczący w latach 1971–1973, minister w rządzie federalnym, kandydat chadeków na urząd kanclerza w wyborach w 1972, minister, od 1983 do 1984 przewodniczący Bundestagu.

## Życiorys

### Rodzina, wykształcenie i działalność zawodowa
Urodził się w Prusach Wschodnich, był synem nauczyciela Candidusa i Marii z domu Skibowski. Miał sześcioro rodzeństwa. Został ochrzczony w kościele św. Katarzyny. W Braniewie rodzina mieszkała przy Hindenburgstraße). W latach 30. rodzina przeprowadziła się do Berlina, gdzie Rainer Barzel w 1941 zdał egzamin maturalny. W latach 1941–1945 służył w Luftwaffe we Flensburgu, w Trondheim oraz nad Morzem Czarnym. Po wojnie nadal był związany z wojskiem.
W latach 1945–1949 studiował prawo oraz ekonomię na Uniwersytecie Kolońskim. Doktoryzował się w 1949. Od tegoż roku do 1956 pracował w administracji krajowej Nadrenii Północnej-Westfalii.

### Działalność polityczna
W 1954 wstąpił do Unii Chrześcijańsko-Demokratycznej. W 1955 został doradcą i autorem przemówień premiera Nadrenii Północnej-Westfalii Karla Arnolda. W 1957 objął mandat deputowanego Bundestagu, w niższej izbie niemieckiego parlamentu zasiadał do 1987.
W 1960 został wybrany do zarządu federalnego CDU. W grudniu 1962 powołany na urząd ministra do spraw wewnątrzniemieckich w rządzie Konrada Adenauera, stanowisko to zajmował do października 1963. Od 1964 do 1973 był przewodniczącym parlamentarnej frakcji CDU/CSU. W październiku 1971 objął funkcję przewodniczącego partii, pokonując w głosowaniu Helmuta Kohla. W 1972 był kandydatem chadeków na kanclerza Niemiec, jednak nie zdołał objąć tego urzędu. W czerwcu 1973 przestał kierować partią, zastąpił go wówczas Helmut Kohl. W tym samym roku rozpoczął pracę w kancelarii prawniczej.
Od 1980 do 1982 był przewodniczącym Komisji Spraw Zagranicznych Bundestagu. Od października 1982 do marca 1983 sprawował ponownie funkcję ministra do spraw wewnątrzniemieckich w gabinecie Helmuta Kohla. 29 marca 1983 został wybrany na przewodniczącego Bundestagu. Funkcję tę pełnił do 25 października 1984. Zrezygnował z niej w związku ze skandalem politycznym nazwanym Flick-Affäre. Kierowane wobec niego zarzuty nie zostały potwierdzone, Rainer Barzel zrezygnował jednak z kandydowania do Bundestagu w 1987. Zajmował się w późniejszych latach działalnością komentatorską i publicystyczną.

## Życie prywatne
Był trzykrotnie żonaty. W 1948 ożenił się z Kriemhild Schumacher, która zmarła w 1980. Mieli córkę Claudię. W 1983 jego żoną została Helga Henselder, która zginęła w wypadku drogowym w 1995. W 1997 zawarł związek małżeński z aktorką Ute Cremer.